# Увеличенное трезвучие
Увеличенное (чрезмерное) трезвучие — трезвучие, состоящее из двух больших терций, между крайними звуками которого образуется интервал увеличенной квинты.

## Обращения
В состав увеличенного трезвучия и его обращений входят энгармонически равные интервалы: большая терция и уменьшённая кварта, являющаяся обращением увеличенной квинты.
| Обращение                                                                                                   | Название аккорда             | Состав       |
| --- | ---------------------------- | ------------ |
| \new Staff \with {\remove "Time_signature_engraver"} { < c' e' gis' >1 < e' gis' c'' >1 < gis' c'' e'' >1 } |                              |              |
| Основной аккорд                                                                                             | Увеличенное трезвучие        | б. 3 + б. 3  |
| Первое | Увеличенный секстаккорд      | б. 3 + ум. 4 |
| Второе | Увеличенный квартсекстаккорд | ум. 4 + б. 3 |

## Описание
Увеличенное трезвучие включает диссонирующий интервал — увеличенную квинту — и является сильным диссонансом. Вследствие диссонирующего и неопределённого характера, увеличенное трезвучие и содержащие его септаккорды зачастую рассматриваются в теории гармонии не как самостоятельные аккорды, а как случайные сочетания.
Увеличенное трезвучие находится в гармоническом миноре на III ступени и в гармоническом мажоре на VI (пониженной) ступени, и разрешается в мажоре в тонический квартсекстаккорд, в миноре — в тонический секстаккорд:
|  |  |

Сокращённое обозначение увеличенного трезвучия — ув. 5
3, aug (лат. augmentare — увеличивать) или «+». Увеличенное трезвучие является видоизменённым аккордом, образованным при помощи хроматических проходящих нот, и происходит от хроматического повышения квинтового тона в мажорном трезвучии или от понижения основания в минорном трезвучии. Оно может появляться во время гармонизации мелодии как проходящий аккорд, но может употребляться и самостоятельно, предваряясь тем же трезвучием, в которое разрешается.

## Энгармонизм увеличенного трезвучия
Увеличенное трезвучие и его обращения — увеличенный секстаккорд и увеличенный квартсекстаккорд — энгармонически равны. Всего имеется 4 разрешения увеличенного трезвучия, но так как каждому из них соответствуют ещё два равных созвучия, то всего можно получить 12 разрешений одного увеличенного трезвучия.
Энгармонизм увеличенного трезвучия служит средством для внезапной модуляции, однако в четырёхголосном сложении применяется лишь изредка.

## Звучание
Советский музыковед и педагог Юлий Кремлёв охарактеризовал увеличенное трезвучие как «выразительно-изобразительный элемент неопределённости (чему способствует акустический состав увеличенного трезвучия, не укладывающегося в натуральный обертоновый ряд…».